# Gazela (Brücke)
Die Gazela (serbisch-kyrillisch Газела, deutsch Gazelle) ist die wichtigste Straßenbrücke über die Save in der serbischen Hauptstadt Belgrad. Sie ist Bestandteil der Stadtautobahn, die auch Teil der Europastraße 75 ist.
Ihr Name wird auf eine Bemerkung von Đorđe Lazarević, dem Vorsitzenden der Wettbewerbsjury, zurückgeführt, die Brücke überquere die Save wie eine springende Gazelle. Der Name wurde schon während der Bauzeit von den Medien übernommen.

## Beschreibung
Die Brücke wurde in den Jahren 1962 bis 1963 von einem Ingenieursteam unter Leitung von Milan Đurić, Professor an der Universität Belgrad, konstruiert und in den Jahren 1966 bis 1970 vom Unternehmen Mostogradnja ausgeführt.
Die sechsspurige Hauptbrücke über der Save wird auf der linken, westlichen Seite als Hochstraße bis zu dem Verteiler am Sava Centar bzw. der Überquerung der großen Querstraße Vladimira Popvica fortgeführt. Auf der rechten, östlichen Seite endet sie am Mostar-Verteiler mit der Überführung des Bulvar vojvode Putnika.
Die 469,60 m lange und 28,15 m breite, rot gestrichene Hauptbrücke besteht aus der 332,0 m langen Flussbrücke und zwei je 68,8 m langen Vorlandbrücken. Die Flussbrücke hat zwei stählerne rechteckige, gevoutete Hohlkästen, die durch eine Reihe von Quer- und Diagonalstreben verbunden sind. Der Fahrbahnträger besteht im Wesentlichen aus einer orthotropen Platte. Die Hohlkästen werden von schrägen Streben unterstützt, die einen Winkel von 29° zur Horizontalen bilden und sich auf Widerlagern unmittelbar am Flussrand abstützen. Zwischen den oberen Kerben zur Aufnahme dieser Streben, die ihrerseits ebenfalls stählerne Hohlträger sind, bleibt eine Stützweite von 250 m. Die beiden Vorlandbrücken haben Vollwandträger auf schmalen Stahlstützen.
Hinter Beton-Trennpfeilern schließen sich beidseits die Hochstraßen aus Spannbeton-Hohlkastenkonstruktionen an.
Die ursprünglich für eine Verkehrslast von 40.000 Fahrzeuge pro Tag konzipierte Brücke wurde (vor der Eröffnung der Adabrücke 2012) von weit über 160.000 Fahrzeugen benutzt. Diese drastisch gestiegene Verkehrslast und ungenügende Wartung führten zu gravierenden Schäden. In den Jahren 2011 bis 2012 wurde die Brücke schließlich mit einem Kredit der Europäischen Investitionsbank von der österreichischen Strabag saniert. Vor der Sanierung musste das unter der Brücke entstandene Elendsviertel Beograd Gazela geräumt und seine überwiegend Roma-Bewohner in einem von der EIB verlangten und jahrelang vorbereiteten Programm umgesiedelt werden.